# Aimé Félix Tschiffely
Aimé Félix Tschiffely (7 mai 1895 - 5 janvier 1954) était un professeur, écrivain et voyageur suisse, naturalisé argentin.

## Biographie
A. F. Tschiffely a écrit plusieurs livres, le plus célèbre étant Tschiffely's Ride (1933), dans lequel il raconte son voyage solitaire à cheval depuis l'Argentine jusqu'à New York, une aventure épique reconnue encore aujourd'hui comme l'une des plus grandes chevauchées de tous les temps. Tschiffely est devenu une personnalité importante dans les États-Unis des années 1930, ayant rencontré le Président Calvin Coolidge et apparaissant dans le National Geographic Magazine. Il gagna aisément sa vie grâce à la vente de ses livres très populaires.
Il était né en 1895 dans une vieille famille suisse, à Berne, où il fit des études de professeur. Aventurier passionné, il quitta la Suisse, la vingtaine passée, pour enseigner en Angleterre, mais il se découvrit une nouvelle passion de footballeur et de boxeur professionnel. Il déménagea ensuite pour Buenos Aires où il s'installa pour enseigner à nouveau, trouvant cependant encore le temps pour de longues chevauchées aventureuses afin d'explorer la pampa alentour. Il se fit beaucoup d'amis parmi les ranchers et apprit beaucoup d'eux sur les chevaux et la randonnée à cheval.
En 1925, à l'âge de 30 ans, il décida de partir pour une chevauchée reliant Buenos Aires à New York. En ce temps-là (et même à notre époque), beaucoup pensaient que c'était infaisable et les journaux déclaraient "Impossible! Absurde! Cet homme doit être fou!". Il raconte dans son livre best-seller The Ride ou Tschiffely's Ride, son voyage épique de trois ans, de 1925 à 1928, avec ses deux chevaux Mancha ("Tacheté") et Gato ("Chat") natifs d'Argentine, de race Criollo, descendants directs des chevaux amenés par le conquistador Pedro de Mendoza en 1535 (les premiers chevaux amenés dans le Nouveau-Monde). Ces chevaux, de la meilleure race espagnole (la meilleure d'Europe en ce temps-là), étaient retournés à l'état sauvage dans la pampa. Leur robustesse, leur intelligence et leur vigueur sont légendaires.
Après son exploit, Tschiffely devint un auteur à succès célèbre et retourna avec son épouse Violeta Hume-Tschiffely à Londres où il continua d'écrire des livres. En 1937, il retourna en Amérique du Sud et fit un autre voyage, en voiture, jusqu'à l'extrémité sud du continent, récoltant ses impressions sur les autochtones et les changements apportés par la modernité dans son livre This Way Southward (1940).